# 阿迪王
阿迪王是一個中國福建泉州的鞋業公司，總裁為丁健輝。由於企業商標和廣告詞同德國運動製造商愛迪達接近，因而在網路上產生了大量的戲仿文章。

## 注腳
1. ↑  .   [2012-10-13]. （原始内容存档于2016-04-18）.
2. ↑  .   [2012年10月13日]. （原始内容存档于2012年10月6日）.
3. ↑  .   [2012-10-13]. （原始内容存档于2015-09-12）.